# Пастушок рудоголовий
Пастушок рудоголовий (Lewinia striata) — вид журавлеподібних птахів родини пастушкових (Rallidae). Мешкає в Південній і Південно-Східній Азії.

## Опис

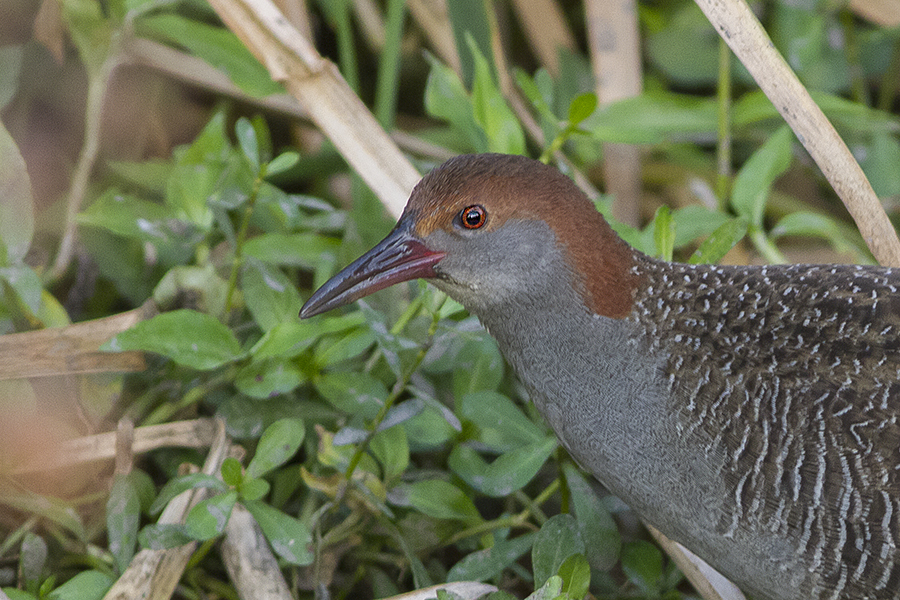
Рудоголовий пастушок

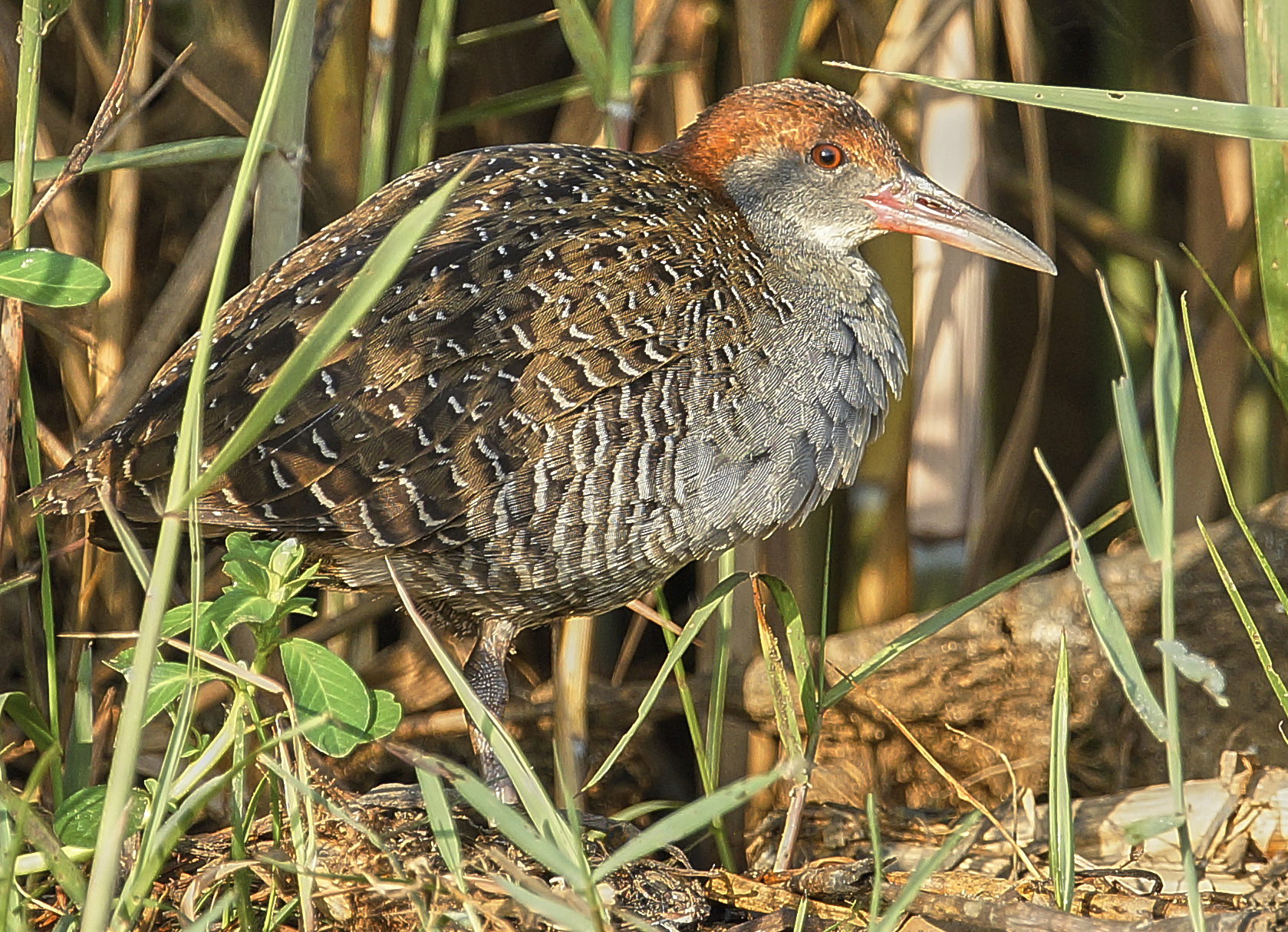
Рудоголовий пастушок

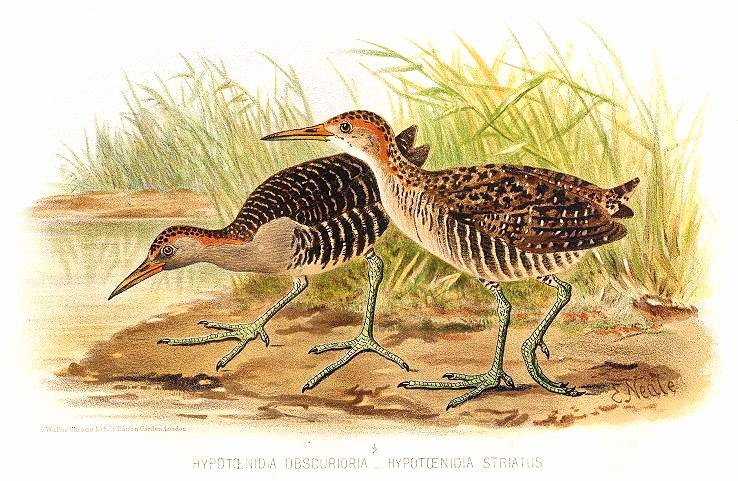
Рудоголові пастушки

Довжина птаха становить 25-30 см. Голова зверху рудувато-коричнева, знизу сірувата, горло біле. Груди сірі, верхня частина тіла і решта книжньої частини тіла коричневі або чорнуваті, рівномірно поцятковані тонкими білими смужками. Хвіст короткий. Очі червоні. Дзьоб відносно довгий, дещо вигнутий донизу, чорнуватий, біля основи рожевий. Лапи зеленуваті. Самиці маіють більш тьмяне забарвлення, центральтна частина грудей у них біла.

## Підвиди
Виділяють шість підвидів:
- L. s. albiventer (Swainson, 1838) — від Індії і Шрі-Ланки до Південного Китаю (Юньнань) і Таїланду;
- L. s. obscurior (Hume, 1874) — Андаманські і Нікобарські острови;
- L. s. jouyi (Stejneger, 1887) — південно-східне узбережжя Китаю, острів Хайнань;
- L. s. taiwana (Yamashina, 1932) — острів Тайвань;
- L. s. gularis (Horsfield, 1821) — Індокитай, Малайський півострів, Суматра, Ява, південний Калімантан, Флорес;
- L. s. striata (Linnaeus, 1766) — північний Калімантан, Філіппіни, північ Сулавесі.

## Поширення і екологія
Рудоголові пастушки мешкають в Індії, Непалі, Бангладеш, М'янмі, Китаї, Таїланді, Лаосі, В'єтнамі, Камбоджі, Малайзії, Індонезії, Брунеї, на Шрі-Ланці, Тайвані і Філіппінах. Вони живуть на болотах, рисових полях і в мангрових заростях. Ведуть присмерковий і нічний спосіб життя, вдень ховаються в густих заростях. Живляться комахами, павуками, молюсками, черв'яками і ракоподібними, а також насінням і пагонами водних рослин. Гніздо будуть переважно самці. Воно являє собою платформу з рослинності і корінців шириною 25 см, розміщується на болоті, на Андаманських островах в лісі. В кладці 5-9 яєць. Інкубаційний період триває 19-22 дні, насиджують і самиці, і самці.